# Vliegveld Telavi
Telavi Vliegveld Mimino (Georgisch: თელავის აეროპორტი მიმინო, Telavis Aeroporti Mimino) of voluit Telavi Erekle II Vliegveld Mimino is een binnenlands vliegveld bij de Georgische stad Telavi in de regio Kacheti, 65 kilometer ten noordoosten van de Georgische hoofdstad Tbilisi.
Het vliegveld is in bezit van en wordt geëxploiteerd door de Georgische Luchtvaart Universiteit en ligt op een hoogte van ongeveer 440 meter. De landingsbaan heeft een lengte van 1150 meter en loopt van oost naar west (10/28) met een hoogte oplopend van 438 tot 456 meter boven zeeniveau.

## Algemeen
Vliegveld Telavi is primair een opleidingslocatie van de Georgische Luchtvaart Universiteit, waar het drie typen toestellen voor in zet: Cessna 152, Tecnam P2006T en Aeroprakt A-22 Foxbat. Er worden vanaf het vliegveld met deze toestellen ook rondvluchten georganiseerd door de academie. In 2019 vond een primeurvlucht met toeristen plaats vanaf vliegveld Natachtari naar Telavi, de eerste commerciële vlucht op het vliegveld, met een 20-persoons Let L-410 van Ak-Air Georgia (gelieerd aan Vanilla Sky Airlines). In 2022 werden geregelde vluchten op Telavi aangekondigd, als onderdeel van een nieuwe concessie voor binnenlandse vluchten, nadat er investeringen van 3 miljoen dollar in de start- en landingsbaan zijn gedaan. Er werd gesproken over vier vluchten per week naar Batoemi en Koetaisi.

## Historie
Het vliegveld werd oorspronkelijk in 1983 geopend en lag op een kilometer van de Sovjet-luchtmachtbasis. In 1992 sloot het vliegveld voor de burgerluchtvaart, door met name de ingestorte economie en de politiek wanorde in het begin van de jaren 1990 en het vliegveld werd geplunderd en vernield. Sinds 2012 staat het vliegveld geregistreerd op naam van de Georgische Luchtvaart Universiteit en die heeft het sindsdien in gebruik genomen voor praktijkopleidingen. Er zijn door de universiteit onderhoudsfaciliteiten gebouwd, een navigatietoren, een passagiersgebouw, slaapzalen voor vlieginstructeurs, technisch personeel en studentpiloten.
In 2014 werd door de Georgische regering de renovatie van het vliegveld aangekondigd ten behoeve van de ontwikkeling van binnenlandse vliegverkeer en het toerisme naar de regio Kacheti. Er werd toen nog de naam Koerdgelaoeri gehanteerd, een dorp aan de rand van Telavi. In april 2016 werd het gerenoveerde vliegveld geopend onder de naam Telavi Erekle II Vliegveld, naar de koning Erekle II die in de 18e eeuw in Telavi zetelde. De werknemers gaven de voorkeur aan de naam Mimino.

## Mimino

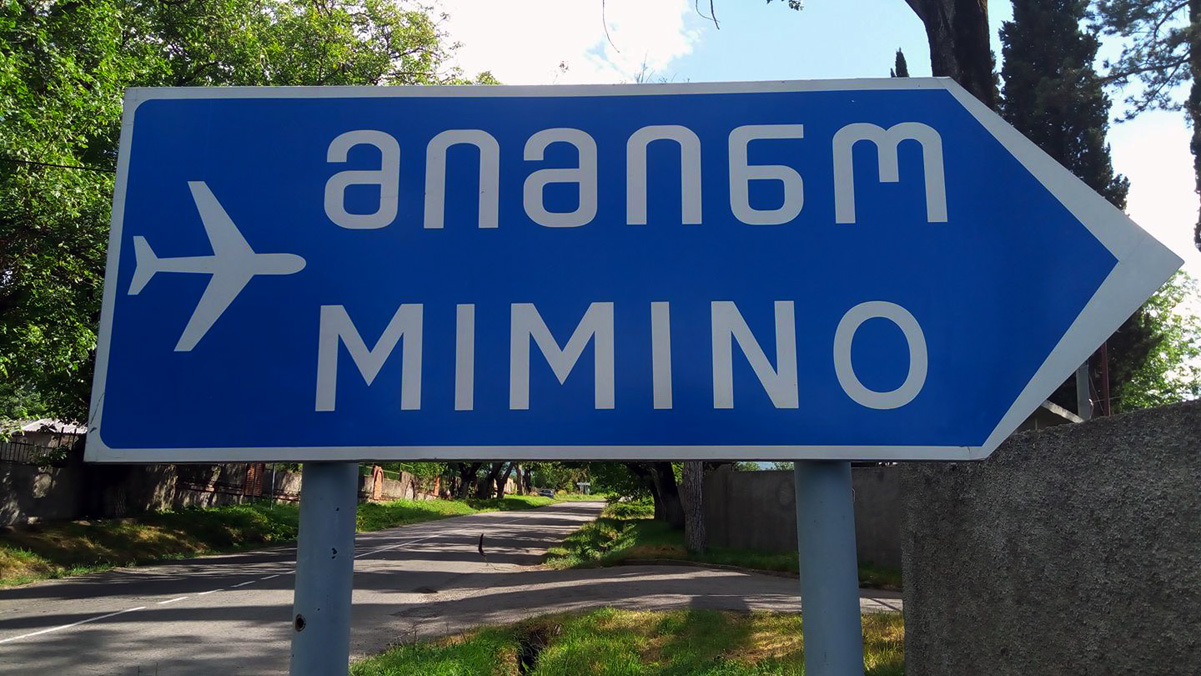
Mimino

Het vliegveld is vernoemd naar "Mimino", een komische Sovjet-film uit 1977 rond het fictieve karakter Mimino die bushpiloot is en met helikopters vliegt op dorpen in de Georgische bergen. Hij had zijn basis in Telavi en vloog met een Mi-2 helikopter op zijn geboortegebied Toesjeti en de dorpen Omalo en Sjenako. Mimino droomde van een grote internationale vliegcarrière en belandt uiteindelijk op die plek. Met heimwee keert hij weer terug naar zijn geboortedorp. Op het luchthavengebouw verscheen een schildering geïnspireerd op de film en de bewegwijzering geeft ook "Mimino" aan.